# 小叶香槐
小叶香槐（学名：Cladrastis parvifolia）为豆科香槐属下的一个种。

## 扩展阅读
- 維基物種上的相關：小叶香槐